# نادي أوتسيلول غالاتسي
نادي أوتسيلول غالاتس أو أوتيلول غالاتي هو نادي كرة قدم روماني من مدينة غالاتس. يلعب الفريق مبارياته المنزلية على ملعب أوتسيلول. يلعب النادي في الدوري الروماني الممتاز.

## وصلات خارجية
- الموقع الرسمي